# Альдобрандини, Пьетро

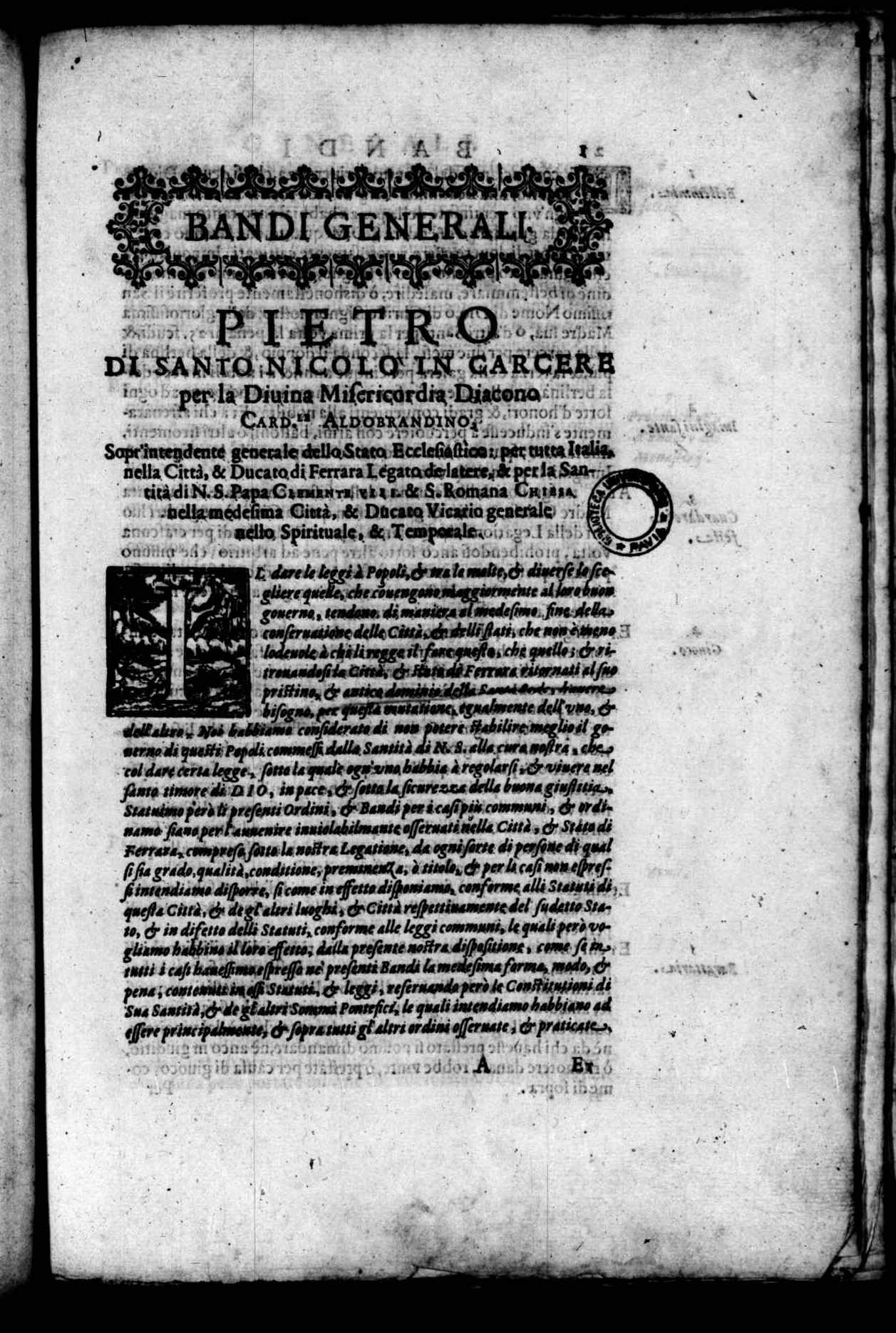
Bandi generali del cardinale Aldobrandino da osservarsi nella città, stato et legatione di Ferrara, 1598

Пье́тро Альдобранди́ни (итал. Pietro Aldobrandini; 31 марта 1571, Рим, Папская область — 10 февраля 1621, там же) — итальянский кардинал, покровитель искусств и наук. Кардинал-племянник. Камерленго Святой Римской Церкви с 20 декабря 1599 по 10 февраля 1621. Великий пенитенциарий с 1602 по май 1605. Архиепископ Равенны с 13 сентября 1604 по 10 февраля 1621. Камерленго Священной Коллегии кардиналов с 10 января 1611 по 9 января 1612. Кардинал-дьякон с 17 сентября 1593, с титулярной диаконии Сан-Никола-ин-Карчере с 3 ноября 1593 по 14 июня 1604. Кардинал-священник с титулом церкви Сан-Панкрацио-фуори-ле-Мура с 14 июня 1604 по 1 июня 1605. Кардинал-священник с титулом церкви Санти-Джованни-э-Паоло с 1 июня 1605 по 4 июня 1612. Кардинал-священник с титулом церкви Санта-Мария-ин-Трастевере с 4 июня 1612 по 31 августа 1620. Кардинал-епископ Сабины с 31 августа 1620 по 10 февраля 1621.

## Ранние годы, образование и священство
Родился Пьетро Альдобрандини 31 марта 1571 года, в Риме. Старший из двух детей Пьетро Альдобрандини, консисторского адвоката, и Фламинии Ферраччи, бедного происхождения. Другим ребёнком была Олимпия, которая вышла замуж за Джанфранческо Альдобрандини. Племянник папы Климента VIII по отцовской линии. Двоюродный брат кардинала Чинцио Пассери Альдобрандини (1593 год). Дядя кардиналов Сильвестро Альдобрандини OSIo.Hier. (1603 год) и Ипполито Альдобрандини младшего (1621 год).
Образование получил у священников Конгрегации ораторианцев церкви Санта-Мария-ин-Валичелла, в Риме; а затем у Филиппо Нери, будущего святого, который до сих пор жил там, и предсказал ему, что он будет возведён в Коллегию кардиналов. Получил докторскую степень utroque iure, как канонического так и гражданского права.
В ранние годы был апостольским протонотарием, консисторским адвокатом. В 1592 году стал префектом замка Святого Ангела. Аббат-коммендатарио аббатства Святых Винсента и Анастасия.

## Кардинал-племянник
В возрасте 22 лет возведён в сан кардинала-дьякона на консистории от 17 сентября 1593 года; получил красную шапку и дьяконство Сан-Никола-ин-Карчере 3 ноября 1593 года. Вместе с кардиналом Чинцио Альдобрандини назван кардиналом-племянником или государственным секретарём. Постепенно он взял в свои руки все дела папского двора. Губернатор Фермо с 27 января 1595 года по 14 декабря 1605 года. Аббат-коммендатарио Фоссановы с 1595 года. Губернатор Феррары с 28 января 1598 года по июль 1605 года; он вёл переговоры о присоединении города к Папской области. Легат a latere папской армии в Ферраре. Сопровождал королеву Испании Маргариту Австрийскую на её пути из Феррары в Милан.
Рукоположён в священника (дата не найдена), по возвращении из этой путешествия Папой Климентом VIII в Лорето, вместе с кардиналом Бартоломео Чези. 20 декабря 1599 года назначен Камерленго, ad vitam, занимал этот пост до своей смерти. Губернатор Чивита-Кастелланы с 28 февраля 1600 года, полномочия продлены на трёхлетний период 20 февраля 1603 года. Он договорился о реабилитации короля Франции Генриха IV и присоединении Феррары к Папской области. Легат a latere для благословения брака короля Франции Генриха IV и Марии Медичи во Флоренции, 25 сентября 1600 года. В то же время, он был назван легатом при короля Генрихе IV и всеми другими королями и князьями, которые участвовали в прекращении войны и начале переговоров между Францией и герцогом Савойским по поводу маркизата Салуццо; легатство успешно завершилось 26 марта 1601 года. Великий пенитенциарий с 1602 года по май 1605 года. Продвинут к сану кардинала-священника с титулом церкви Сан-Панкрацио-фуори-ле-Мура с 14 июня 1604 года. Поэт Торквато Тассо посвятил ему трактат «Рассуждение о героической поэме».
13 сентября 1604 года избран архиепископом Равенны. Рукоположён в епископа 17 октября 1604 года, в патриаршей Латеранской базилике, в Риме, Папой Климентом VIII, при содействии соконсекраторов кардинала Франческо Таруджи, кардинала Алессандро Медичи и кардинала Оттавио Бандини.

## Дальнейшая церковная карьера
Участвовал в первом Конклаве 1605 года,на котором был избран Папа Лев XI. Участвовал во втором Конклаве 1605 года, на котором был избран Папа Павел V. Кардинал-священник с титулом церкви Санти-Джованни-э-Паоло с 1 июня 1605 года. Аббат-коммендатарио Росаццо с 1610 года. Камерленго Священной Коллегии кардиналов с 10 января 1611 года по 9 января 1612 года. Кардинал-священник с титулом церкви Санта-Мария-ин-Трастевере с 4 июня 1612. 31 августа 1620 года избран кардиналом-епископом субурбикарной епархии Сабина, сохранив пост архиепископа Равенны. Участвовал в Конклаве 1621 года, на котором был избран Григорий XV; умер на следующий день после его закрытия. Защитник и покровитель писателей и художников.
Умер 10 февраля 1621 года, во дворце, где он проживал, в Риме. Похоронен в церкви Санта-Мария-сопра-Минерва, в Риме. Надгробная речь была произнесена отцом-иезуитом Анджело Галлуччо.

## Меценат
Он был большим другом и покровителем наук и сам написал сочинение «Apophtegmata de perfecto principe» (Париж, 1600; Франкфурт, 1603). Покровительствовал поэту Джамбаттисту Марино.